# Zwemmen op de Olympische Zomerspelen 2016 – 4×200 meter vrije slag mannen
De 4×200 meter vrije slag mannen op de Olympische Zomerspelen 2016 vond plaats op 9 augustus 2016, series en finale. Omdat het zwembad waarin de wedstrijd gehouden werd 50 meter lang is, bestond de race uit zestien baantjes. Na afloop van de series kwalificeren de acht snelste ploegen zich voor de finale. Regerend olympisch kampioen was de Verenigde Staten.

## Records
Voorafgaand aan het toernooi waren dit het wereldrecord en het kampioenschapsrecord
| Wereldrecord     | Verenigde Staten Michael Phelps Ricky Berens David Walters Ryan Lochte    | 6.58,55 | Rome   | 31 juli 2009     |
| Olympisch record | Verenigde Staten Michael Phelps Ryan Lochte Ricky Berens Peter Vanderkaay | 6.58,56 | Peking | 13 augustus 2008 |

## Uitslagen

### Series
| Rang | Namen                                                                          | Land             | Tijd    | Serie | Baan | Bijz. |
| ---- | ------------------------------------------------------------------------------ | ---------------- | ------- | ----- | ---- | ----- |
| 1    | Stephen Milne Robbie Renwick Daniel Wallace Duncan Scott                       | Groot-Brittannië | 7.06,31 | 2     | 4    | Q     |
| 2    | Clark Smith Jack Conger Gunnar Bentz Ryan Lochte                               | Verenigde Staten | 7.06,74 | 1     | 4    | Q     |
| 3    | Michail Dovgaljoek Vjatsjeslav Androesenko Nikita Lobintsev Aleksandr Krasnych | Rusland          | 7.06,81 | 2     | 2    | Q     |
| 4    | Florian Vogel Jacob Heidtmann Clemens Rapp Paul Biedermann                     | Duitsland        | 7.07,66 | 2     | 6    | Q     |
| 5    | Kosuke Hagino Naito Ehara Yuki Kobori Takeshi Matsuda                          | Japan            | 7.07,68 | 2     | 7    | Q     |
| 6    | Daniel Smith Mack Horton Jacob Hansford Thomas Fraser-Holmes                   | Australië        | 7.07,98 | 2     | 5    | Q     |
| 7    | Louis Croenen Dieter Dekoninck Emmanuel Vanluchene Glenn Surgeloose            | België           | 7.08,72 | 2     | 3    | Q     |
| 8    | Dion Dreesens Kyle Stolk Ben Schwietert Maarten Brzoskowski                    | Nederland        | 7.09,16 | 1     | 5    | Q     |
| 9    | Andrea Mitchell D'Arrigo Alex di Giorgio Marco Belotti Gabriele Detti          | Italië           | 7.09,20 | 1     | 8    |       |
| 10   | Jan Świtkowski Pawel Korzeniowski Kacper Klich Kacper Majchrzak                | Polen            | 7.11,11 | 1     | 3    |       |
| 11   | Myles Brown Sebastien Rousseau Calvyn Justus Dylan Bosch                       | Zuid-Afrika      | 7.12,61 | 1     | 7    |       |
| 12   | Victor Martin Miguel Duran Albert Puig Marc Sanchez                            | Spanje           | 7.12,62 | 1     | 2    |       |
| 13   | Anders Lie Nielsen Daniel Skaaning Soren Dahl Magnus Westermann                | Denemarken       | 7.12,66 | 2     | 1    |       |
| 14   | Jordan Pothain Gregory Mallet Lorys Bourelly Damien Joly                       | Frankrijk        | 7.13,71 | 1     | 6    |       |
| 15   | Luiz Altamir Joao de Lucca Andre Pereira Nicolas Oliveira                      | Brazilië         | 7.13,84 | 1     | 1    |       |
| 16   | Peter Bernek Gergo Kis Benjamin Gratz Domink Kozma                             | Hongarije        | 7.18,51 | 2     | 8    |       |

### Finale
| Rang   | Namen                                                                | Land             | Tijd    | Baan | Bijz. |
| ------ | -------------------------------------------------------------------- | ---------------- | ------- | ---- | ----- |
| Goud   | Conor Dwyer Townley Haas Ryan Lochte Michael Phelps                  | Verenigde Staten | 7.00,66 | 5    |       |
| Zilver | Stephen Milne Duncan Scott Daniel Wallace James Guy                  | Groot-Brittannië | 7.03,13 | 4    |       |
| Brons  | Kosuke Hagino Naito Ehara Yuki Kobori Takeshi Matsuda                | Japan            | 7.03,50 | 2    |       |
| 4      | Thomas Fraser-Holmes David McKeon Daniel Smith Mack Horton           | Australië        | 7.04,18 | 7    |       |
| 5      | Danila Izotov Aleksandr Krasnych Nikita Lobintsev Michail Dovgaljoek | Rusland          | 7.05,70 | 3    |       |
| 6      | Florian Vogel Christoph Fildebrandt Clemens Rapp Paul Biedermann     | Duitsland        | 7.07,28 | 6    |       |
| 7      | Dion Dreesens Maarten Brzoskowski Kyle Stolk Sebastiaan Verschuren   | Nederland        | 7.09,10 | 8    |       |
| 8      | Louis Croenen Dieter Dekoninck Glenn Surgeloose Pieter Timmers       | België           | 7.11,64 | 1    |       |